# Frans in de Verenigde Staten

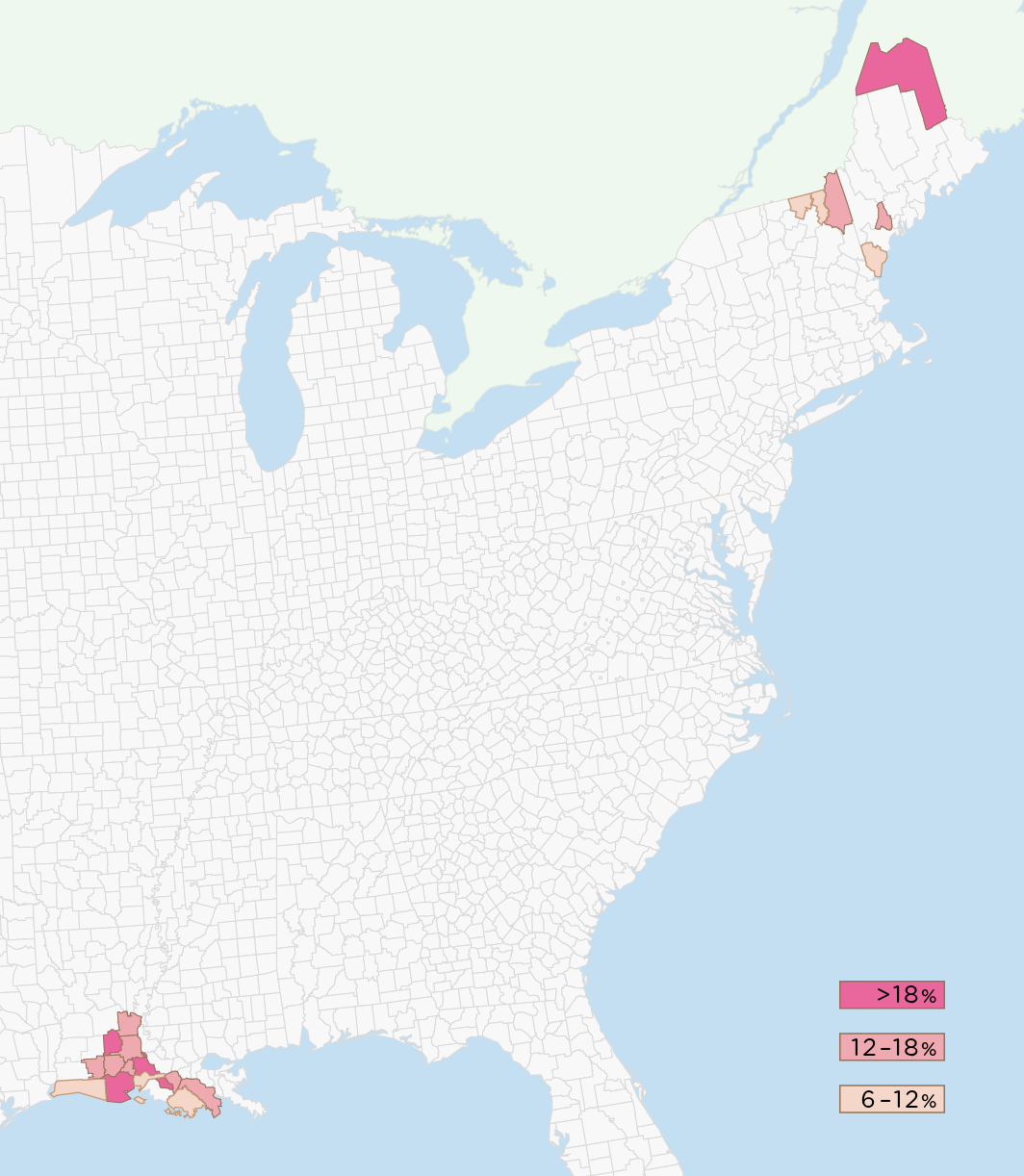
Franse taal verspreid in de Verenigde Staten. In districten in het geel spreekt 6-12% van de bevolking Frans thuis, in het bruin 12-18% en in het rood meer dan 18%.

Het Frans is een minderheidstaal in de Verenigde Staten. De Franssprekenden zijn voornamelijk gevestigd in het zuiden van Louisiana en het noorden van New England. Het Frans is de tweede meest gesproken taal in vier staten: Louisiana, Maine, New Hampshire en Vermont.
Cajun-Frans wordt gesproken in sommige delen van Louisiana (een kolonie van Frankrijk van 1682 tot 1762 en opnieuw van 1800 totdat het verkocht werd aan de Verenigde Staten in 1803). Cajuns zijn afstammelingen van de Acadiërs die verbannen werden door de Britten uit Nova Scotia in 1755.
In het noorden van New England wordt Canadees Frans gesproken, in de vorm van Quebec Frans of Acadisch Frans. Dit komt door een immigratie van Franse Canadezen naar de Verenigde Staten tussen 1880 en 1930. Meer dan 13 miljoen Amerikanen beweren van Franse afkomst te zijn en meer dan 1,6 miljoen van boven de vijf jaar spreekt de taal thuis, waardoor het de derde meest gesproken taal van het land is na Engels en Spaans. Het Frans zou op de vierde plaats komen als de Chinese talen Mandarijn en Kantonees als groep worden beschouwd, maar als de Frans creoolse sprekers er dan weer bij gevoegd worden, zouden ze opnieuw derde zijn.
Een aantal Amerikanen van Franse origine die hun taal verloren hebben proberen het opnieuw te leren, al dan niet met succes. In de stad Miami woont een grote gemeenschap Franstaligen bestaande uit geïmmigreerde Haïtianen en Franse Canadezen (hoewel de meeste Haïtianen Frans als tweede taal hebben, hun eerste taal is het Kreyòl). Er is ook een groeiende gemeenschap van Franssprekende Arabieren in de buurt van Orlando. De Franse Canadezen komen voornamelijk uit Quebec en zijn verhuisd naar Florida of overwinteren er.
Tot de jaren 80 was het Frans de meest gekozen vreemde taal om te studeren in de Verenigde Staten. Sindsdien is dat het Spaans, waarschijnlijk doordat het Spaans steeds belangrijker wordt in het land door het grote aantal sprekers dat er woont. Momenteel is Frans de tweede meest gestudeerde taal achter Spaans en voor het Duits. De meeste Amerikaanse hoge scholen en universiteiten bieden een cursus Frans aan.

## Franse plaatsnamen

### Alabama
- Bay Minette
- Bayou la Batre
- Bon Secour
- Citronelle
- Dauphin Island
- Mobile

### Alaska
- Juneau

### Arkansas
- Belleville
- Fayetteville
- Maumelle
- Paris

### Californië
- Artois
- Bel Air
- Fremont (vernoemd naar John Charles Frémont)
- Lafayette
- Montclair

### Colorado
- Laporte

### Florida
- Duval County
- La Belle

### Georgia
- LaGrange

### Idaho
- Boise (afgeleid van boisé)
- Coeur d'Alene

### Illinois
- Illinois
- Belleville
- Des Plaines
- Joliet (vernoemd naar Louis Jolliet)
- La Grange
- La Salle
- Marseilles
- Prairie du Rocher
- Versailles

### Iowa
- Des Moines
- Dubuque

### Indiana
- Lafayette
- La Porte
- Terre Haute
- Vincennes
- Versailles

### Kansas
- La Cygne

### Kentucky
- Louisville (vernoemd naar Lodewijk XVI)
- Paris
- Versailles

### Louisiana
- Louisiana (vernoemd naar Lodewijk XIV)
- Abbeville
- Acadia Parish
- Baton Rouge
- Bayou Gauche
- Beauregard Parish
- Belle Chasse
- Bienville Parish
- Bossier Parish
- Chalmette
- Chataignier
- Des Allemands
- Destréhan
- Evangeline Parish
- Grosse Tête
- Iberville Parish
- Jean Lafitte
- Lafayette
- Lafourche Parish
- La Place
- La Salle Parish
- Mandeville
- Metairie
- New Orleans
- Paradis
- Pointe à la Hache
- Pointe Coupee Parish
- St. Landry Parish
- Terrebonne Parish

### Maine
- Maine (waarschijnlijk vernoemd naar de oude Franse provincie Maine)
- Calais
- Paris
- Presque Isle

### Maryland
- Havre de Grace

### Massachusetts
- Orleans
- Revere

### Michigan
- Belleville
- Berrien County
- Cadillac
- Charlevoix
- Detroit
- Ecorse
- Grand Blanc
- Grand Marais
- Grand Traverse County
- Gratiot County
- Grosse Ile
- Grosse Pointe
- L'Anse
- Marquette
- Montcalm County
- Montmorency County
- Nationaal Park Isle Royale
- Presque Isle
- Sault Sainte-Marie
- Saint Ignace
- Saint Joseph
- Sainte-Claire County

### Minnesota
- Baudette
- Duluth
- Grand Marais
- Hennepin County
- St. Cloud
- Nationaal Park Voyageurs

### Mississippi
- Bay Saint-Louis
- Biloxi
- D'Iberville
- Gautier

### Missouri
- Creve Coeur
- Portage Des Sioux
- Saint-Louis
- Ste. Genevieve

### Montana
- Chouteau County (vernoemd naar Auguste en Pierre Chouteau)
- Havre

### Nebraska
- Du Bois
- Papillion

### Nevada
- Lamoille
- Pioche

### New Hampshire
- Fremont

### New Jersey
- Bayonne
- Montclair

### New York
- Chateaugay (genoemd naar Châteauguay, Quebec)
- Dunkirk
- Massena (vernoemd naar André Masséna)
- Nouvelle-Rochelle
- Rouses Point

### North Carolina
- Beaufort
- Fayetteville
- Lenoir

### North Dakota
- Bottineau
- Des Lacs

### New Mexico
- Bayard
- Clovis (vernoemd naar Clovis Ier)

### Ohio
- Bellefontaine
- Clermont County
- Fayette County
- Gallia County
- La Rue
- Lorain County (vernoemd naar de Franse regio Lotharingen (Lorraine))
- Marietta (vernoemd naar Marie Antoinette van Oostenrijk)
- Marseilles
- Versailles

### Oklahoma
- Le Flore
- Poteau

### Oregon
- Malheur County

### Pennsylvania
- Charleroi
- Bellefonte
- DuBois

### South Carolina
- Abbeville
- Bonneau
- Eau Claire

### South Dakota
- Belle Fourche
- Flandreau
- Fort Pierre
- Pierre

### Tennessee
- Lafayette
- La Follette
- La Vergne
- Lenoir City
- Sevierville

### Texas
- Beaumont
- Grand Prairie
- Paris

### Utah
- Provo (vernoemd naar Étienne Provost)

### Vermont
- Vermont
- Lamoille County
- Montpelier
- Orléans

### Virginia
- La Crosse

### Washington
- Beaux Arts Village
- Bellevue
- Des Moines
- Grand Coulee
- La Crosse
- Normandy Park
- Palouse (afgeleid van het woordpélouse)
- Pend Oreille County

### West Virginia
- Despard
- Montcalm

### Wisconsin
- Allouez
- Calumet County
- Couderay (afgeleid van Lac Courte Oreilles)
- De Pere
- Eau Claire
- Fond du Lac
- La Crosse
- Lac du Flambeau
- Lac La Belle
- Marquette
- Prairie du Chien
- Racine

### Wyoming
- Nationaal park Grand Teton